# McLeod n.º 185
McLeod n.º 185 es un municipio rural canadiense situado en la provincia de Saskatchewan.

## Superficie
McLeod n.º 185 tiene una superficie de 872,52 km².

## Demografía
En 2021, tenía 401 habitantes, una densidad poblacional de 0,5 hab./km², y 199 viviendas.